# フアン・デラ・クルス (テレビドラマ)
フアン・デラ・クルス（原題: Juan dela Cruz）は、マルー・セビージャが監督したフィリピンのテレビドラマ。

## キャラクターとキャスト

### メイン
フアン・デラ・クルス
演 -  ココ・マチーン
ロザリオ・ガラン
演 - エリチュ・ゴンザレス　

### その他の人物
ベレン・ゴンザレス　（ロレイ）
演 - ジナ・パレニョ　
フルヤン・デラ・クルス　（ジュルス）
演 - エッヂ・ガルシア　
サミュエル・アレハンドロ (アスワングの王)
演 - アルバート・マルティネス　
ローラ・アレハンドロ
演 - シャシャ・パヂッリャ　
ミカエル・レイェス　（カエル）
演 - アーロン・ビラフロール　
ミラテヤ妃　（ミラ）
演 - シャイナ・マグダヤオ　　
コラ・ガラン
演 - ロトロト・デ・レオン　
ベン・ガラン
演 - ウィリアム・ロレンス
アシオン
演 - ニール・コレタ　
ピコイ
演 - ルイーズ・アブエル　
アグスティン・マグヂワン
演 - ロトロト・デ・レオン　
コラ・ガラン
演 - ジヨン・メヂナ
ババイラン
演 - リリア・クンタパイ
クウィーニー
演 - MC
ネレヤ女王
演 - プレシャス・ララ・キガマ　
バグノ
演 - マルティン・デル・ロザリオ　
リーワイ
演 - マルルラン・フロレス　
三マリア
演 - マリカル・レイェス　
ペルハ　（サラグナヤン様）
演 - ダイアナ・スビリ　
アゴル
演 - ジョン・レガラ　